# Caroline Saunders
Pour les articles homonymes, voir Saunders.
Caroline Mary Saunders  est une universitaire néo-zélandaise et, depuis 2020, est professeur émérite à l'Université Lincoln, spécialisée en économie de l'environnement. Elle est membre de la Royal Society Te Apārangi,.